# فريدريك سفينسون (منافس ألعاب قوى)
فريدريك سفينسون هو منافس ألعاب قوى سويدي، ولد في 10 سبتمبر 1973.

## وصلات خارجية
- فريدريك سفينسون على موقع الاتحاد الدولي لألعاب القوى (الإنجليزية)